# Mout Uyttersprot
Mout Uyttersprot (27 september 1979) is een Belgisch acteur en presentator, voornamelijk bekend voor zijn rol als Filip in de Vlaamse sitcom De Kotmadam. Hij is actief als straatartiest.

## Theatervoorstellingen
| Jaar      | Titel                          | Functie               | Genre                                    |
| --------- | ------------------------------ | --------------------- | ---------------------------------------- |
| 1995-1997 | Het Hamletmachien              | Acteur                | Theater                                  |
| 1995-1997 | Moeder & Kind                  | Acteur                | Theater                                  |
| 1996-1998 | Apes on Apes                   | Acteur                | Theater                                  |
| 1997-1999 | Shirtologie                    | Met                   | Dans                                     |
| 1997-1998 | Becoming stories               | Acteur                | Kinder- en jeugdtheater                  |
| 1999-2001 | Youth Rules - Confusion Reigns | Acteur                | (Muziek)theater                          |
| 2000-2002 | AndréAndrée                    | Concept & spel        | Theater                                  |
| 2006-2007 | Stadskleur 6                   | Regie, tekst, concept | Sociaal-artistiek project, theater       |
| 2007-2008 | 't Vuil huishouden             | Tekst                 | Theater, sociaal-artistiek project       |
| 2008-2010 | Vidi Vici                      | Regie, tekst          | Sociaal-artistiek project, muziektheater |
| 2008-2009 | ' 0 ' (nul)                    | Van en met            | (Kinder- en jeugd)theater                |